# Diocèse de Tuxpan
Le diocèse de Tuxpan (en latin : Dioecesis Tuxpaniensis ; en espagnol : Diócesis de Tuxpan) est un diocèse de l'Église catholique du Mexique, suffragant de l'archidiocèse de Xalapa.

## Territoire

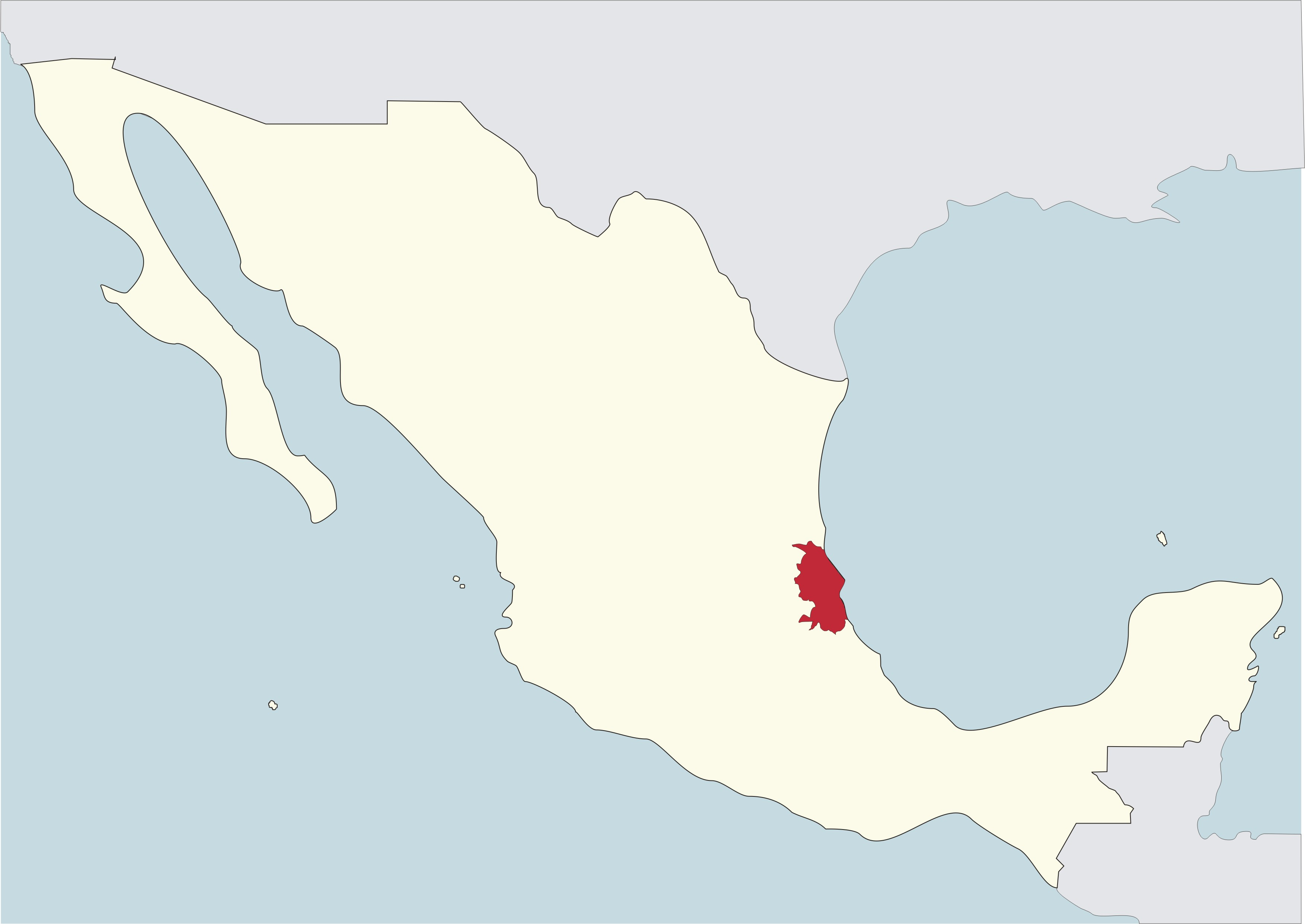
Le diocèse de Tuxpan en rouge sur la carte du Mexique

Il comprend une partie de l'État de Veracruz et 3 municipalités de l'État de Puebla ce qui correspond à un territoire d'une superficie de 19 000 km2 divisé en 62 paroisses.
Le siège épiscopal est dans la ville de Tuxpan où se trouve la cathédrale de l'Assomption.

## Historique
Le diocèse est érigé le 9 juin 1962 par la constitution apostolique Non latet du pape Jean XXIII en prenant des parties des territoires des diocèses de Huejutla, Papantla, Tampico et Tulancingo (aujourd'hui archidiocèse de Tulancingo). Il est nommé suffragant de l'archidiocèse de Xalapa.
Par la lettre apostolique Beatissimam Virginem du 16 juillet 1975, le pape Paul VI confirme que la Vierge Marie, vénérée sous le vocable de Notre-Dame de l'Assomption, est la principale patronne du diocèse.

## Évêques
- Ignacio Lehonor Arroyo (15 janvier 1963 - 2 septembre 1982)
- Mario de Gasperín Gasperín (3 juin 1983 - 4 avril 1989), nommé évêque de Querétaro
- Luis Gabriel Cuara Méndez (6 août 1989 - 18 février 2000), nommé évêque de Veracruz
- Domingo Díaz Martínez (23 mars 2002 - 4 juin 2008), nommé archevêque de Tulancingo
- Juan Navarro Castellanos (12 février 2009 - 27 février 2021)
- Roberto Madrigal Gallegos, depuis le 27 février 2021